# Christantus Uche
Christantus Uche, né le 19 mai 2003 à Owerri au Nigeria, est un footballeur international nigérian qui évolue au poste de milieu offensif au Getafe CF.

## Biographie

### En club
Né à Owerri au Nigeria, Christantus Uche arrive en Espagne en 2022 pour intégrer l'équipe réserve du Moralo CP (en) avant d'intégrer l'équipe première en 2023, où il s'impose. 
Le 15 juillet 2023, Christantus Uche rejoint l'AD Ceuta, club de troisième division espagnole.
Il joue son premier match pour l'AD Ceuta le 27 août 2023 lors d'une rencontre de championnat face au San Fernando CD. Il entre en jeu son équipe s'impose par un but à zéro.
Lors de l'été 2024, Christantus Uche signe en faveur du Getafe CF. Le transfert est officialisté le 13 juin 2024 et il s'engage pour un contrat de quatre ans, soit jusqu'en juin 2028. Il est le troisième joueur nigérian de l'histoire du club,.
Il fait sa première apparition pour Getafe le 15 août 2024, à l'occasion de la première journée de la saison 2024-2025 de Liga face à l'Athletic Bilbao. Titularisé en attaque, le jeune nigérian se distingue en marquant également son premier but, permettant à son équipe d'égaliser (1-1 score final).